# Distretto di Tərtər
Il distretto di Tərtər (in azero: Tərtər rayon) è un distretto dell'Azerbaigian. Il distretto ha per capoluogo la città di Tərtər.
In seguito alla prima guerra del Nagorno Karabakh, parte del distretto ha fatto parte dell’Artsakh, dissoltasi nell'autunno del 2023.